# Cimetière Alexandre Nevski à Tartu
Le cimetière Aleksander Nevski (en estonien : Tartu Aleksander Nevski kalmistu) est un cimetière de Tartu en Estonie. 

## Présentation
Le cimetière fait actuellement partie du cimetière de Saint-Paul, dans son coin sud-est.
La paroisse orthodoxe Alexandre Nevsky a été fondée en 1914. L'église Saint-Alexandre a été construite dans la rue Sõbra tänav en 1914-1915. En 1917, une demande a été faite pour un terrain à côté du cimetière de Saint-Paul pour y créer le cimetière paroissial Alexandre Nevsky, et un plan de cimetière a été élaboré.
Le cimetière a un tracé régulier, avec une végétation haute clairsemée, constituée principalement d’arbres à feuilles caduques. Du côté de la rue Võru tänav, il y a une simple porte métallique fixée à des poteaux en béton et une clôture métallique. Le côté sud du cimetière est délimité en partie par une clôture forgée, en partie par une clôture en tôle.
La chapelle construite entre 1919 et 1921 est bien conservée.